# Pilar Bayona
Pilar Bayona Sarriá (* 10. Februar 1947 in Saragossa, Spanien) ist eine spanische Schauspielerin. Sie ist besser unter dem Namen Pilar Bayona bekannt.

## Leben und Karriere
Pilar Bayona wurde 1947 in Saragossa geboren. Sie hat eine Zwillingsschwester, Emilia Bayona, mit der sie einige gemeinsame Filme drehte. Als Teenager begann sie ihre künstlerische Karriere gemeinsam mit ihrer Schwester. Sie gründeten das Duo Pili y Mili, was die Abkürzungen beider Schwestern enthält und traten gemeinsam in einigen Produktionen auf.
Ihre bekannteste Rolle spielte Pilar Bayona im Jahr 1966 in dem Film 6 Kugeln für Gringo, wo sie an der Seite ihrer Schwester und Sean Flynn auftrat.
Pilar Bayona war einmal verheiratet und hat ein Kind, ihre Tochter Alba Alfonso aus der Ehe mit Alberto Alfonso. Nach ihrer Heirat setzte sie ihre Solokarriere fort und konzentrierte sich auf die Welt des Theaters.

## Filmografie (Auswahl)
- 1964: Como dos gotas da agua
- 1965: Whisky y vodka
- 1966: 6 Kugeln für Gringo (Dos pistolas gemelas)
- 1967: Un novio para dos hermanas
- 1969: El taxi de los conflictos
- 1969: La princesa hippie
- 1970: La guerra de las monjas
- 1970: Il club de los suicidas
- 1971: Las reglas del juego
- 1971: El tesoro de Morgan
- 1971: Eran tres (Kurzfilm)
- 1976: Los libros (Fernsehserie, 1 Folge)
- 1980: Teatro breve (Fernsehserie, 1 Folge)
- 1980: Es lebe die Mittelklasse (Viva la clase media)
- 1984: Teresa de Jesús (Fernsehserie, 3 Folgen)
- 1987: En penumbra
- 1995: Mar de dudas (Fernsehserie, 7 Folgen)
- 1998: Quince
- 1999: 7 vidas (Fernsehserie, 1 Folge)
- 2002: Deseo
- 2006: El comisario (Fernsehserie, 1 Folge)
- 2009: Con pelos en la lengua (Fernsehserie, 2 Folgen)